# 프르지브람구

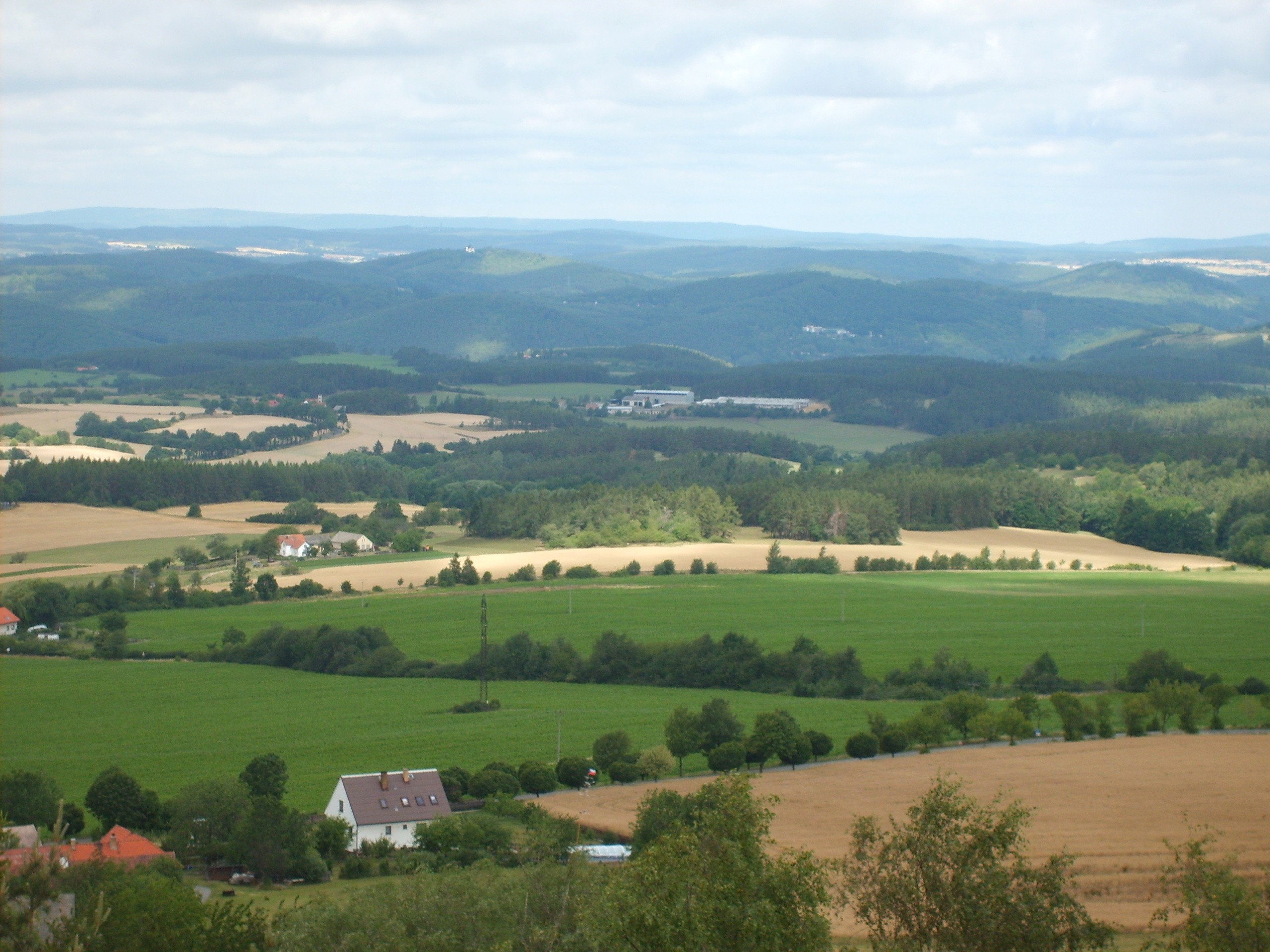
프르지브람구의 농촌 풍경

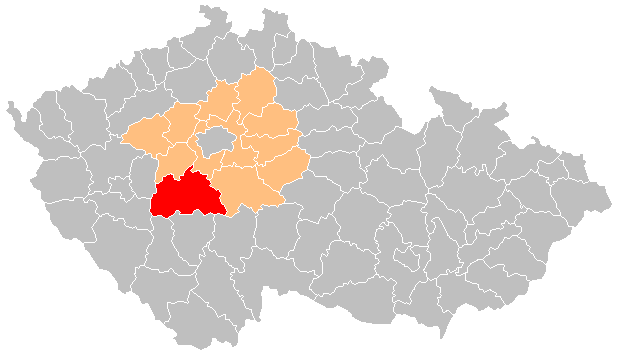
프르지브람구의 위치

프르지브람구(체코어: Okres Příbram)는 체코 중앙보헤미아주를 구성하는 12개 구 가운데 하나로 행정 중심지는 프르지브람이며 면적은 1,692.05km2, 인구는 114,778명(2019년 1월 1일 기준), 인구 밀도는 68명/km2이다.
중앙보헤미아주 남서부에 위치하며 120개 지방 자치체(10개 시, 110개 마을)를 관할한다. 중앙보헤미아주 베로운구, 베네쇼프구, 서프라하구, 플젠주 남플젠구, 로키차니구, 남보헤미아주 스트라코니체구, 피세크구, 타보르구와 접한다.